# Diedelupė
Diedelupė – wieś na Litwie, w okręgu wileńskim, w rejonie wileńskim, w gminie Bezdany, przy linii kolejowej Nowa Wilejka – Turmont.